# Bestival Live 2011
Bestival Live 2011 — концертний альбом рок-гурту The Cure, записаний на фестивалі Bestival в вересні 2011 року.

## Список

### Диск 1
1. «Plainsong» — 5:10
2. «Open» — 6:53
3. «Fascination Street» — 4:58
4. «A Night Like This» — 4:10
5. «The End of the World» — 3:40
6. «Lovesong» — 3:35
7. «Just Like Heaven» — 3:47
8. «The Only One» — 4:14
9. «The Walk» — 3:31
10. «Push» — 4:37
11. «Friday I'm in Love» — 3:34
12. «In Between Days» — 2:58
13. «Play for Today» — 4:06
14. «A Forest» — 6:35
15. «Primary» — 4:20
16. «Shake Dog Shake» — 4:44

### Диск 2
1. «The Hungry Ghost» — 4:48
2. «One Hundred Years» — 6:50
3. «End» — 6:11
4. «Disintegration» — 8:31
5. «Lullaby» — 4:43
6. «The Lovecats» — 3:50
7. «The Caterpillar» — 3:56
8. «Close to Me» — 3:37
9. «Hot Hot Hot!!!» — 3:34
10. «Let's Go to Bed» — 3:36
11. «Why Can't I Be You?» — 3:27
12. «Boys Don't Cry» — 3:05
13. «Jumping Someone Else's Train» — 3:11
14. «Grinding Halt» — 3:11
15. «10:15 Saturday Night» — 3:41
16. «Killing an Arab» — 3:37

## Учасники гурту
- Роберт Сміт — вокал, гітара
- Саймон Геллап — бас-гітара
- Джейсон Купер — барабани
- Роджер О'Доннелл — клавішні